# Parakneria tanzaniae
Parakneria tanzaniae är en fiskart som beskrevs av Poll, 1984. Parakneria tanzaniae ingår i släktet Parakneria och familjen Kneriidae. IUCN kategoriserar arten globalt som sårbar. Inga underarter finns listade i Catalogue of Life.